# Lista terytoriów niesamodzielnych ONZ

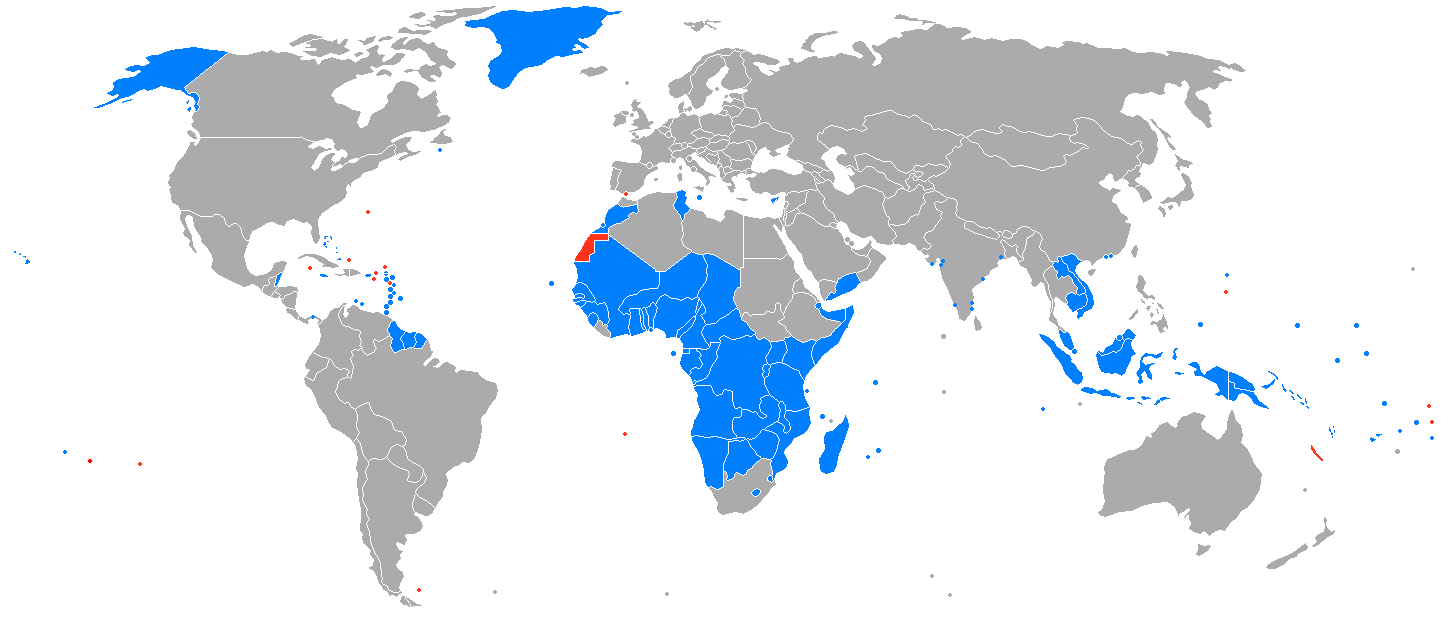
Terytoria niesamodzielne
Legenda:
Czerwony: obecne
Niebieski: byłe

Lista terytoriów niesamodzielnych ONZ – oficjalna lista terytoriów niesamodzielnych, sporządzana przez Organizację Narodów Zjednoczonych. Lista sporządzana jest od 1946 roku i obejmuje terytoria, które na mocy artykułu XI Karty Narodów Zjednoczonych powinny podlegać dekolonizacji.

## Kontrowersje
Lista wzbudza liczne kontrowersje, związane z tym, że znajdują się na niej terytoria o szerokiej autonomii wewnętrznej, z możliwością de facto samostanowienia (np. Bermudy), zaś nie umieszczono na niej wielu terytoriów pozbawionych możliwości samostanowienia (m.in. większości francuskich terytoriów zamorskich).
Z drugiej strony z listy usunięto wiele terytoriów, które uzyskały szeroki stopień samostanowienia (Portoryko, Antyle Holenderskie).
Z listy usunięto także wszystkie terytoria zaanektowane przez Francję. W 1984 z powrotem wpisano jednak na listę Nową Kaledonię, co wywołało długotrwały konflikt na linii ONZ-Francja, zakończony ostatecznie obietnicą przeprowadzenia referendum niepodległościowego. Również w 2013 ponownie wpisano na listę Polinezję Francuską.
Kontrowersyjną sprawą jest także utrzymywanie na liście Tokelau, pomimo iż w 2004 rząd Tokelau wystosował oficjalne pismo do ONZ, w którym deklarował chęć pozostania częścią Nowej Zelandii, a ludność terytorium już dwukrotnie odrzuciła w referendum projekt zwiększenia autonomii. Pomimo to Tokelau pozostało na liście.

## Lista terytoriów niesamodzielnych[1]
Afryka
- Święta Helena (terytorium zamorskie Wielkiej Brytanii)
- Sahara Zachodnia (pod okupacją Maroka)

Ameryki
- Anguilla (terytorium zamorskie Wielkiej Brytanii)
- Bermudy (terytorium zamorskie Wielkiej Brytanii)
- Brytyjskie Wyspy Dziewicze (terytorium zamorskie Wielkiej Brytanii)
- Falklandy (terytorium zamorskie Wielkiej Brytanii)
- Kajmany (terytorium zamorskie Wielkiej Brytanii)
- Montserrat (terytorium zamorskie Wielkiej Brytanii)
- Turks i Caicos (terytorium zamorskie Wielkiej Brytanii)
- Wyspy Dziewicze Stanów Zjednoczonych (nieinkorporowane terytorium zorganizowane USA)

Europa
- Gibraltar (terytorium zamorskie Wielkiej Brytanii)

Oceania
- Guam (nieinkorporowane terytorium zorganizowane USA)
- Nowa Kaledonia (terytorium zamorskie Francji)
- Pitcairn (terytorium zamorskie Wielkiej Brytanii)
- Polinezja Francuska (terytorium zamorskie Francji)
- Samoa Amerykańskie (nieinkorporowane terytorium zorganizowane USA)
- Tokelau (terytorium zależne Nowej Zelandii)

## Terytoria dawniej znajdujące się na liście[2]
- Aden (Aden, Protektorat Adeński) (do 1967)
- Afryka Południowo-Zachodnia (do 1990)
- Alaska (do 1959)
- Angola (do 1975)
- Antigua i Barbuda (do 1981)
- Antyle Holenderskie (do 1953)
- Bahamy (do 1973)
- Barbados (do 1966)
- Basuto (do 1966)
- Beczuana (do 1966)
- Borneo Północne (do 1963)
- Brunei (do 1984)
- Cypr (do 1960)
- Dominika (do 1978)
- Federacja Malajska (do 1957)
- Fidżi (do 1970)
- Francuska Afryka Równikowa (do 1960)
- Francuska Afryka Zachodnia (do 1960)
- Francuskie posiadłości na Oceanii (Polinezja Francuska, Wallis i Futuna) (do 1947)
- Gambia (do 1965)
- Grenada (do 1974)
- Grenlandia (do 1954)
- Gujana Brytyjska (do 1966)
- Gujana Francuska (do 1947)
- Gujana Holenderska (do 1953)
- Gwadelupa (do 1947)
- Gwinea (do 1958)
- Gwinea Hiszpańska (do 1968)
- Gwinea Portugalska (do 1974)
- Hawaje (do 1959)
- Holenderskie Indie Wschodnie (do 1949)
- Honduras Brytyjski (do 1981)
- Hongkong (do 1972)
- Ifni (do 1969)
- Indie Francuskie (do 1947)
- Indie Portugalskie (do 1962)
- Jamajka (do 1962)
- Kambodża (do 1953)
- Kamerun Brytyjski (do 1961)
- Kamerun Francuski (do 1960)
- Kenia (do 1963)
- Kiribati (do 1979)
- Komory (do 1975)
- Kongo Środkowe (do 1960)
- Kongo Belgijskie (do 1960)
- Laos (do 1949)
- Madagaskar (do 1960)
- Makau (do 1972)
- Malta (do 1964)
- Mariany Północne (do 1990)
- Maroko (do 1956)
- Martynika (do 1947)
- Mauritius (do 1968)
- Mikronezja (do 1990)
- Mozambik (do 1975)
- Nauru (do 1968)
- Niasa (do 1964)
- Niger (do 1960)
- Nigeria (do 1960)
- Niue (do 1974)
- Nowa Gwinea (do 1975)
- Nowa Gwinea Holenderska (do 1963)
- Nowe Hebrydy (do 1980)
- Palau (do 1994)
- Papua (do 1975)
- Portoryko (do 1953)
- Reunion (do 1947)
- Rodezja Południowa (do 1980)
- Rodezja Północna (do 1964)
- Ruanda-Urundi (do 1962)
- Saint Kitts i Nevis (do 1983)
- Saint Lucia (do 1979)
- Saint Vincent (do 1979)
- Saint-Pierre i Miquelon (do 1947)
- Samoa Zachodnie (do 1962)
- São João Baptista de Ajudá (do 1962)
- Sarawak (do 1963)
- Seszele (do 1976)
- Sierra Leone (do 1961)
- Singapur (do 1963)
- Somali Brytyjskie (do 1960)
- Somali Włoskie (do 1960)
- Somali Francuskie (do 1977)
- Strefa Kanału Panamskiego (do 1947)
- Suazi (do 1968)
- Sudan Francuski (do 1960)
- Tanganika (do 1961)
- Timor Wschodni (do 2002)
- Togo Brytyjskie (do 1961)
- Togo Francuskie (do 1960)
- Trynidad i Tobago (do 1962)
- Tunezja (do 1956)
- Tuvalu (do 1978)
- Ubangi-Szari (do 1960)
- Uganda (do 1962)
- Wietnam (do 1954)
- Wyspy Cooka (do 1965)
- Wyspy Kokosowe (do 1984)
- Wyspy Marshalla (do 1990)
- Wyspy Salomona (do 1978)
- Wyspy Świętego Tomasza i Książęca (do 1975)
- Wyspy Zielonego Przylądka (do 1975)
- Zanzibar (do 1963)
- Złote Wybrzeże (do 1957)